# Francesco Polizio
Francesco Polizio (Casoria, 12 novembre 1940) è un politico e avvocato italiano.

## Biografia
È stato sindaco di Casoria dal 1977 al 1979, consigliere ed assessore regionale campano.
Da deputato alla Camera, nella XI Legislatura, fu eletto nel collegio di Napoli-Caserta.